# Plus beau que moi, tu meurs
Plus beau que moi, tu meurs è un film del 1982 diretto da Philippe Clair.

## Trama
Aldo e Marco sono due fratelli completamente diversi. Aldo ha deciso di intraprendere la strada del sacerdozio, mentre Marco la brutta strada, quella della malavita.